# Wedderburn–Artin-tétel
A Wedderburn–Artin-tétel vagy Wedderburn–Artin-struktúratétel az Artin-gyűrűk struktúrájáról szól. Ha R Artin, és radikálja {\displaystyle {\mathcal {J}}(R)}, akkor az {\displaystyle R/{\mathcal {J}}(R)} faktorgyűrű véges sok, ferdetest feletti mátrixgyűrű szorzata.
Speciálisan, ha R féligegyszerű, akkor R ferdetest feletti mátrixgyűrűk szorzata, és ez a felbontás lényegében egyértelmű. Ezt is szokták Wedderburn-Artin struktúratételnek nevezni.

## Definíciók
Az R gyűrű Artin-gyűrű, ha ideáljainak minden végtelen hosszú csökkenő lánca stabilizálódik. Másként: nincs ideáloknak végtelen hosszú szigorúan csökkenő lánca.
Az R gyűrű Jacobson-radikálja az R-beli maximális balideálok metszete. Röviden szokták radikálnak is nevezni. Ebben éppen azok az x elemek vannak, amikre 1-rx balinvertálható minden r gyűrűelemre. Ez valójában szimmetrikus: jobbról definiálva is ugyanahhoz a radikálhoz jutunk. Az 1-xr jobbinvertálhatósága is teljesül minden r gyűrűelemre.
Egy algebra vagy gyűrű féligegyszerű, ha Jacobson-radikálja triviális, vagyis csak a nullelemből áll.

## Példák
- Minden {\displaystyle \mathbb {R} } fölötti véges dimenziós algebra mátrixgyűrű {\displaystyle \mathbb {R} ,\mathbb {C} } vagy {\displaystyle \mathbb {H} } fölött.
- Minden véges dimenziós {\displaystyle \mathbb {C} } fölötti egyszerű algebra mátrixgyűrű {\displaystyle \mathbb {C} } fölött.